# Црква Благовести (Апухтино)
Црква Благовести или црква Пресвете Богородице у Апухтину, основана до 16. века а саграђена 1800. године, једна је од православних црква у Русији. Црква је зидана као једнокуполна црква у стилу зрелог класицизма са трпезаријом и звоником . У трпезарији су били пролаз Никољског и Успенског.

## Положај и заштита
Црква Благовести се налази се у селу  Апухтино (Опухтино), Каљазински рејон на ободу Тверске области, на обалама реке Сабљe, удаљено од градова и аутопутева, на око  37 км југоисточно од града Каљазина и 150 км од главног града Русије Москве.
Од свих благодети цивилизације, ту су пошта и продавница, а последњих 20 година у селу  нема школе.  У њему данас живи 50 пута мање људи него у 19. веку.
Црква је проглашена за један од објекти културног наслеђа Русије од регионалног значаја, за коју се у кодексу споменика архитектуре и споменичке уметности Русије наводи следеће образложење:
Благовештенска црква је величанствен пример раног класицизма, одликује се отменошћу пропорција и суптилношћу детаља; звоник са развијеним орденским дизајном припада типу зрелих класицистичких слојних структура карактеристичних за регион; облици руско-византијског стила огледају се у фасадама трпезарије.
О стању цркве, и њеној околини,  најбоље говоре ови стихови Олега Давидова, из 2021. године: 
Овај храм је празан и сиромашан, сводови су у њему срушени од снега,
И кише спирају лица светаца и крстове са фресака,
И  куће око храма оронуле од зла времена,
И душа тугује, али Знам да си Ти у храму.
И нека се диже олтар, а витлејемска звезда сија
У своду царских врата са своје неизбежне висине,
Нек се радује наш враг, постављајући демонске мреже,
Искушавајући људе, али знам да сте у храму.
2000 година те разапињамо на час, клеветамо, издајемо, палимо
мостове са пријатељима,
Али под гром грехова поново долазимо овамо, пузимо, Молећи
за опроштај, јер овде, у храму, постојиш Ти.

## Историја
Према сачуваним подацима из историје Тверске области на њеној територији постојали су  многобројни храмови, јер је у давна времена, број парохијана био велики и свуда су се подизали храмови,  грађени да трају, па тако захваљујући квалитет завршених грађевинских радова и даље је могуће одржавање богослужења у неким црквама, упркос разарању током владавине совјетске власти. Један од тих цркава је и црква е црква Благовести која се налази у округу Каљазински, у селу Апухтино., које се накада звало Николскоје-Опухтино. У парохији је након изградње цркве било 542 домаћинства, у којима  је живело 1.556 мушкараца и 1812 жена - укупно 3.368 људи у периоду од 1726-1957. године).
Познато је да је прва црква у селу Николскоје-Опухтино подигнута 1710. године, док Тверска епархијска статистичка збирка из 1901. године указује на то да је 1800. године у селу Апухтино подигнута камена црква Благовести, са 3 олтара. У њој су 1901. године служили:
- јереј Николај Михајлович Смирнов,
- ђакон Владимир Дмитријевич Попов,
- псалмопојац Василиј Николајевич Рахманин.
- сељак Григориј Гаврилович Морозов, као црквени управник.

Службе су се редовно одржавале све до с почетка 20. века, али су се на зграду најнегативније одразила позната револуционарна дешавања у Русији, када су се пљачка и хаос у првим годинама формирања нове совјетске власти посебно осећали у Руским цркавама. Након вишегодипњег таворења црква је средином 30-их година 20. века затворена.
Црквени живот у Апухтину завршио се 4. децембра 1937. године. На тај дан Народни комесаријат унутрашњих послова (НКВД) стрељао је последњег свештеника Благовештенске цркве Троицког Ивана Сергејевича (1881-1937), након два хапшења 1929. (казна - 3 године рада у логорима) и 1937. (када је стрељан недељу дана након хапшења). По закључку Тверског регионалног тужилаштва од 15. јуна 1989. године свештеник Сергејевич је рехабилитован.
У наредним совјетским годинама, зграда је коришћена једно време као складиште и житница, за државну фарму Апухтински. Звона су скинута, а олтар уништен. Током 1990-тих државна фарма је пропала и отишла у заборав, а зграда цркве је напуштена као непотребна. Кров се више није поправљао, а под утицајем падавина урушили су се сводови трпезарије. Купола храма и купола звоника су, на срећу, опстале – заједно са крстовима до данас. Темељ и зидови су у добром стању.  
Почетком 1990-их, након распада Совјетског Савеза, зграда је била у добром стању, али више није била у употреби. Како се испоставило, да ни Руској православној цркви није потребна ова црква, због малог броја сталних становника у селу Апухтину и околним селима (стари су изумрли, омладина се разишла у градове). као историјски споменик, и као верски објекат, Благовештенска црква је постала многим структурама бескорисна.
Од тада, уништавање цркве иде убрзаним темпом,  лоше време девастира  зграду, а дрвеће на крову уништава зидове. Само захваљујући квалитету  изградње црква је издржи скоро један век девастације и пропадања.  

## Архитектура
Иако је црква на овом месту основана најкасније до 16. века, садашеса зграда која  је прјектована у стилу зрелог класицизма, подигнута је 1800. године. Црква је са трпезаријом у којој се налазили пролаз Николски и Успенски  и звоником.
„Храм је био веома леп“, према сећањима једаног сељанина који је својим очима видео ову цркву у служби,   

## Обнова цркве у 21. веку
Током 2011. године започели су радови на конзервацији и рестаурацији храма залагањем иницијативне групе и мештана, према пројекту цркве, израђеног по наруџбини иницијативне групе у архитектонској радионици 2015. године,  и пројекту из 2019. године који је припремио архитекта рестауратор Андреј Сергејевич Тутунов. 
Од 2021. године у храму се редовно обавља богослужење на велике празнике  од стране настојника храма.